# Museu Histórico Nacional de Atenas
O Museu Histórico Nacional de Atenas (em grego: Εθνικό Ιστορικό Μουσείο, Ethnikó Istorikó Mouseío), fundado em 1882, é o mais antigo museu histórico destinado à nação na Grécia. Ele está localizado na Casa do Antigo Parlamento na Rua Stadiou em Atenas, que abrigou o Parlamento Helénico entre 1875 e 1932.
O museu abriga a coleção da Sociedade Histórica e Etnológica da Grécia (IEEE), fundada em 1882. É a coleção mais velha de seu tipo na Grécia, e antes de sua transferência para a Casa do Velho Parlamento, era abrigada no edifício principal da Universidade Técnica Nacional de Atenas.
A coleção contém itens históricos relativos aos períodos da captura de Constantinopla pelo Império Otomano em 1453 até a Segunda Guerra Mundial, enfatizando especialmente o período da Revolução Grega e o estabelecimento do Estado grego moderno. Entre os itens exibidos estão armas, pertences pessoais e mobílias de personalidades históricas, pinturas históricas de artistas gregos e estrangeiros, manuscritos e uma grande coleção de trajes tradicionais das várias regiões da Grécia. A coleção é exibida nos corredores e salas do edifício, enquanto o grande salão central da Assembléia Nacional é usado para conferências.